# Ковлягін Анатолій Федорович

Анато́лій Фе́дорович Ковля́гін (*11 січня 1938, Блохіно — †3 жовтня 2009, Пенза) — радянський та російський партійний, державний та політичний діяч. Голова адміністрації Пензенської області в 1993—1998 рр., почесний громадянин Пензи (1996).